# Ángeles (nome)
Ángeles  è un nome proprio di persona spagnolo femminile.

## Varianti in altre lingue
- Catalano: Ángels[2]

## Origine e diffusione
È tratto da un titolo della Madonna, Nuestra Señora la Reina de los Ángeles, ossia "Nostra Signora regina degli angeli" (alla lettera dunque Ángeles significa "angeli"). È quindi uno dei numerosi nomi spagnoli ispirati al culto mariano, come Dolores, Milagros, Asunción, Mercedes e via dicendo, e per etimologia è legato ad Angela, Arcangelo, Angelica e Agatangelo.

## Onomastico
L'onomastico si può festeggiare il 2 ottobre, festa dei santi Angeli Custodi. Si segnala inoltre la festa della Beata Vergine Maria Regina, che cade il 22 agosto.

## Persone

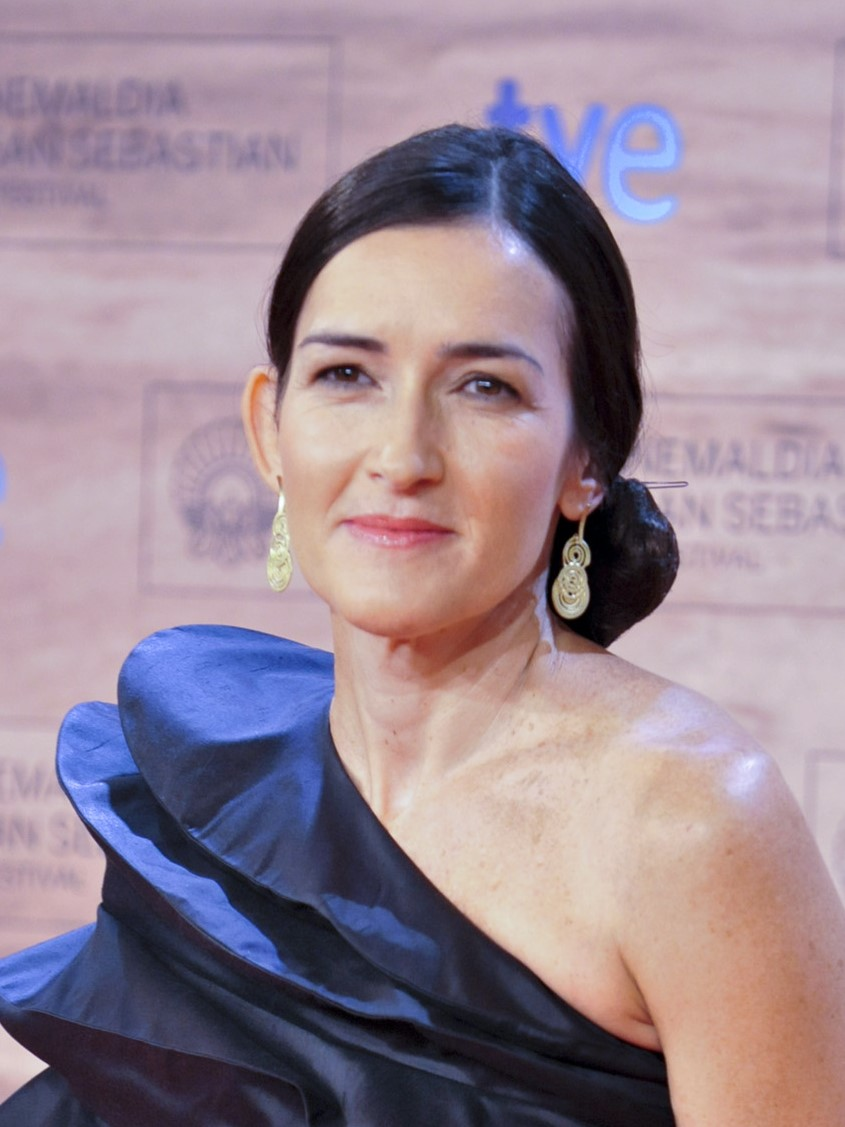
Ángeles González-Sinde

- Ángeles Balbiani, attrice e opinionista argentina
- Ángeles Caso, scrittrice spagnola
- Ángeles González-Sinde, regista, sceneggiatrice e politica spagnola
- Ángeles López de Ayala, scrittrice, giornalista e attivista spagnola
- Ángeles Mastretta, scrittrice e giornalista messicana
- Ángeles Montolio, tennista spagnola
- Ángeles Ottein, soprano, cantante e insegnante spagnola
- Ángeles Parejo, calciatrice spagnola
- Ángeles Santos Torroella, pittrice spagnola